# Saarijärvi (sjö i Finland, Kajanaland, lat 64,08, long 27,97)
Saarijärvi är en sjö i Finland. Den ligger i kommunen Sotkamo i landskapet Kajanaland, i den centrala delen av landet, 500 km norr om huvudstaden Helsingfors. Saarijärvi ligger 284 meter över havet. Arean är 43,6 hektar och strandlinjen är 4,03 kilometer lång. Sjön  ingår i Uleälvens huvudavrinningsområde. 